# Artifort
Artifort is een Nederlands meubelmerk.
Het design merk Artifort verwierf in de jaren 1960 wereldfaam. De productie van Artifort design meubels wordt sinds 1998 volledig in eigen beheer uitgevoerd vanuit productie-units in Schijndel, Lanaken en Bursa door meubelproducent Lande Family. 

## Geschiedenis
In 1890 vestigde Jules Wagemans (1866-1943) zich als stoffeerder in de Maastrichtse Witmakersstraat. Zijn zoon Henricus Wagemans bouwde het bedrijf uit tot meubelfabriek "H. Wagemans & Van Tuinen". In 1928 werd de merknaam 'Artifort' geïntroduceerd, wat staat voor "duurzame kunst". Artifort verwierf in de jaren 1930 bekendheid met Epeda-binnenvering. Deze vering was uit één stalen draad gevlochten en verhoogde het comfort en duurzaamheid, terwijl de productietijd korter was. In 1934 werd de fabriek verplaatst naar het voormalige mouthuis van de bierbrouwerij "Sint-Servatius", voorheen "De Zwarte Ruiter", aan de Brouwersweg. Later werden de kelders en begane grond van het brouwerijcomplex omgebouwd tot toonzalen.
Aanvankelijk maakte Artifort klassieke houten meubelen voor de Nederlandse markt. De ontwerpen waren veelal gebaseerd op de art deco, de Amsterdamse School en de Nieuwe Haagse School. In de jaren 1950 sloeg het bedrijf de weg van design in, met onder andere de Pinguïn- en Congo-stoel, ontworpen door Theo Ruth. In 1958 werd Kho Liang Ie aangesteld als esthetisch adviseur. Deze ontwierp een nieuw Artifort-logo en trok nieuwe ontwerpers aan, zoals Pierre Paulin en Geoffrey D. Harcourt. Pierre Paulin introduceerde nieuwe technieken en gebruikte felgekleurde stretchstof om zijn organisch vormgegeven ontwerpen mee te bekleden. Geoffrey Harcourt ontwierp voor Artifort diverse kantoormeubels die internationaal succesvol waren.
In 1971 werd de productie grotendeels overgeheveld naar het vlak bij Maastricht, net over de Belgische grens gelegen Lanaken. De kantoren en showrooms bleven in Maastricht gevestigd. In de jaren 1970 en 1980 ontwierpen Nel Verschuuren, Bruno Ninaber van Eyben, Gijs Bakker en Jeremy Harvey voor Artifort. Ook in de jaren 1990 bleef Artifort samenwerken met internationale ontwerpers zoals Jasper Morrison, Wolfgang Mezger, René Holten en Jan Pesman.
In de jaren 1990 werd het merk Artifort driemaal overgenomen. In 1990 door Steelcase Strafor en in 1994 door de Samas groep. In 1998 blaast familiebedrijf Lande Group (vanaf 2018 onder de naam: Lande Family) nieuw leven in het merk Artifort. Er komen nieuwe productie-units in Schijndel, Lanaken en Bursa, waardoor de know-how op het gebied van meubelconstructie tot in perfectie wordt gecombineerd met de kunst van het stofferen.

## Bekende ontwerpers en modellen
Artifort werkt nauw samen met nationale en internationale gerenommeerde ontwerpers. Enkele bekende ontwerpen zijn: 
- Theo Ruth, Pinguin, 1953
- Gerrit Thomas Rietveld, Zwaan, 1958
- Pierre Paulin, Orange Slice, 1960
- Pierre Paulin, Ribbon, 1966
- Geoffrey D. Harcourt, Chaise Longue, 1970
- Nel Verschuuren, Lagos, 1986
- Jasper Morrison, Vega, 1997
- Patrick Norguet, Apollo, 2002
- René Holten, Mare, 2003
- René Holten, Shark, 2011
- Khodi Feiz, Beso, 2015
- Monika Mulder, Twins, 2018
- Scholten & Baijings, Soft Facet, 2020
- Monica Förster, Suit, 2020

## Tentoonstellingen
- 1971: Artifort toonzalen, Maastricht: "Ruimtetijdkunst", een combinatie van eigentijdse designmeubelen en optische en kinetische kunstwerken uit de Peter Stuyvesant Collectie, georganiseerd door Stichting Cultureel Centrum Maastricht[7]
- 2016: Centre Pompidou, Parijs[8]

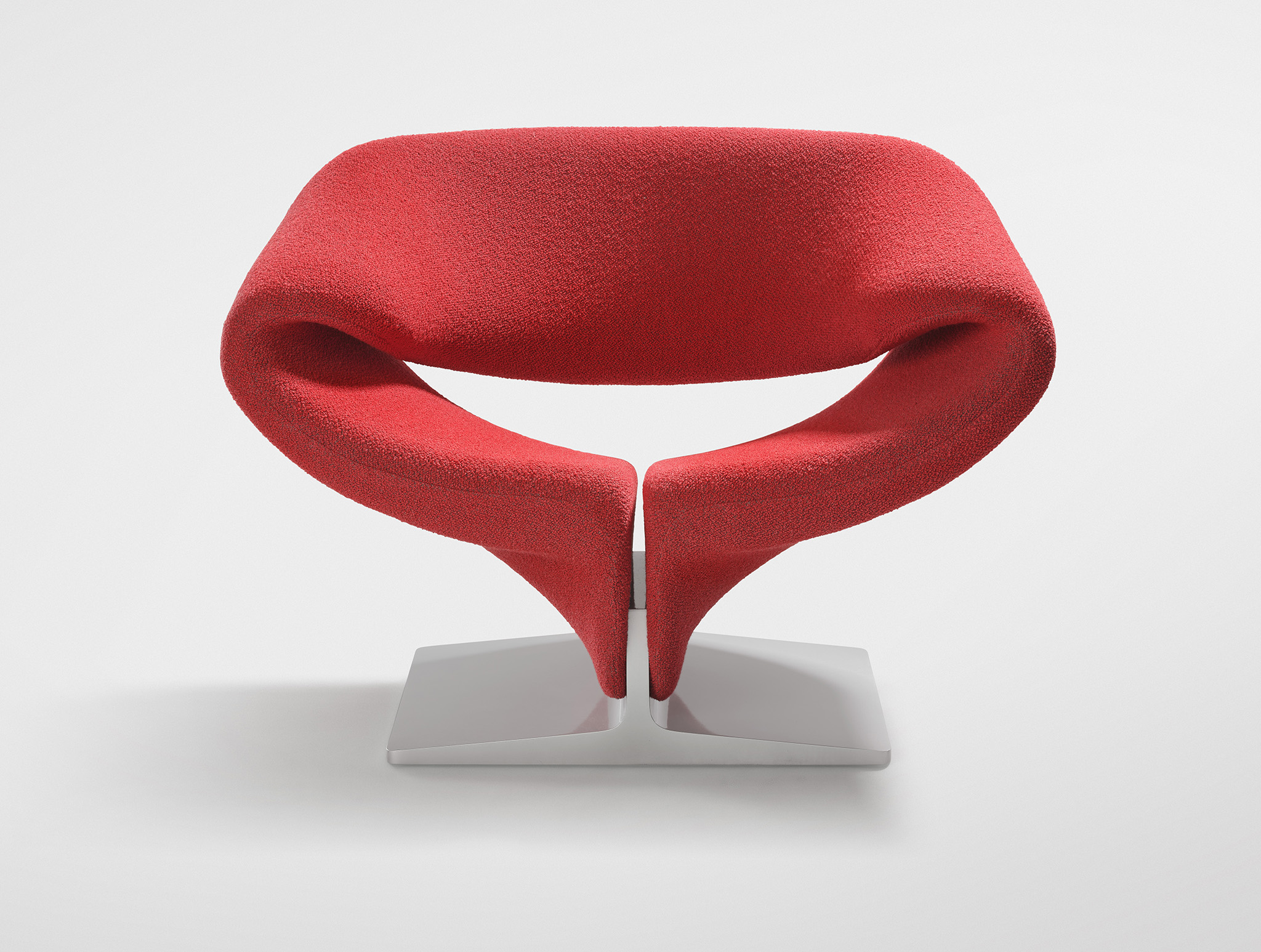
Artifort Ribbon, design Pierre Paulin
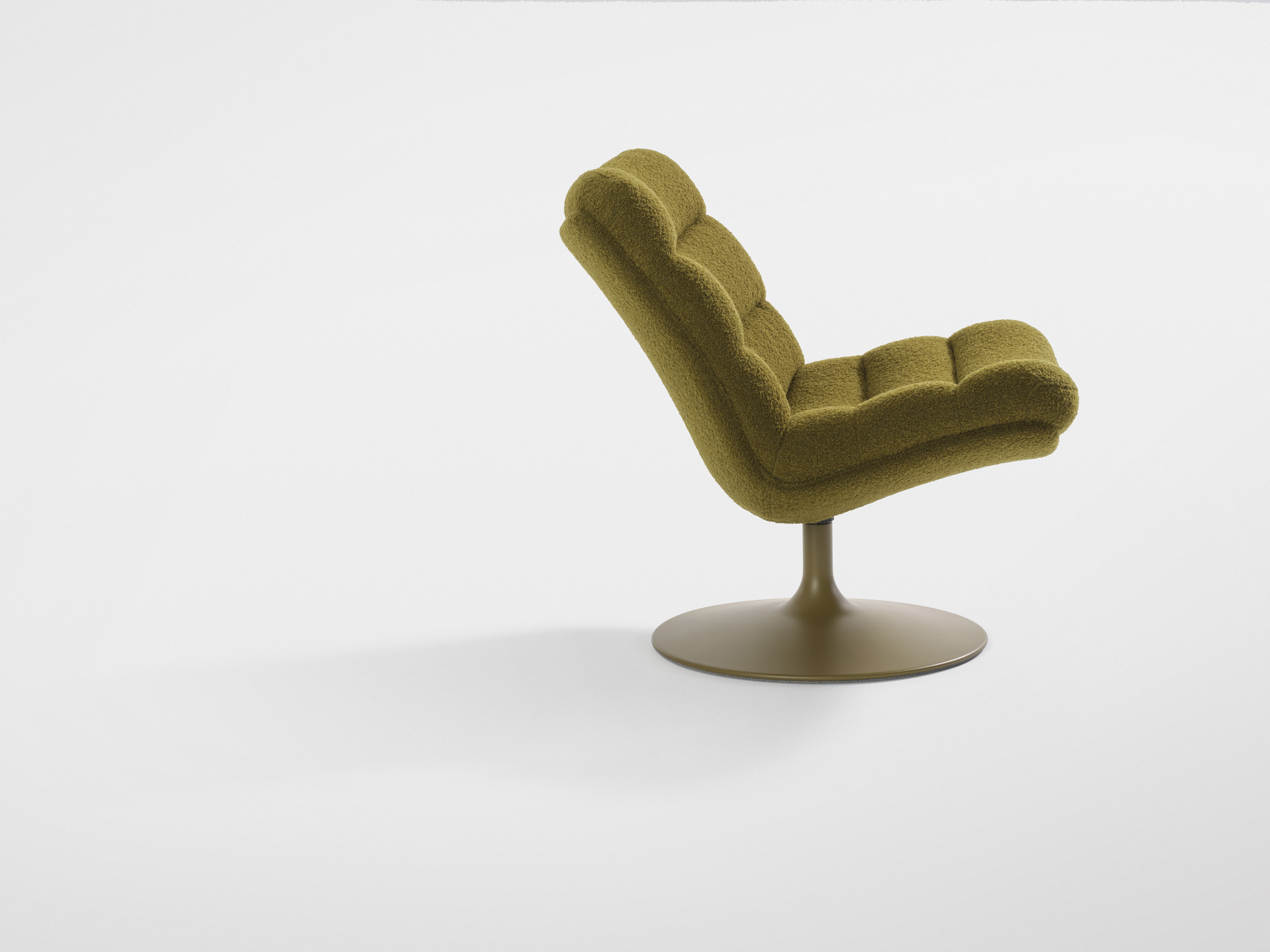
Artifort F506, design Geoffrey D. Harcourt RDI
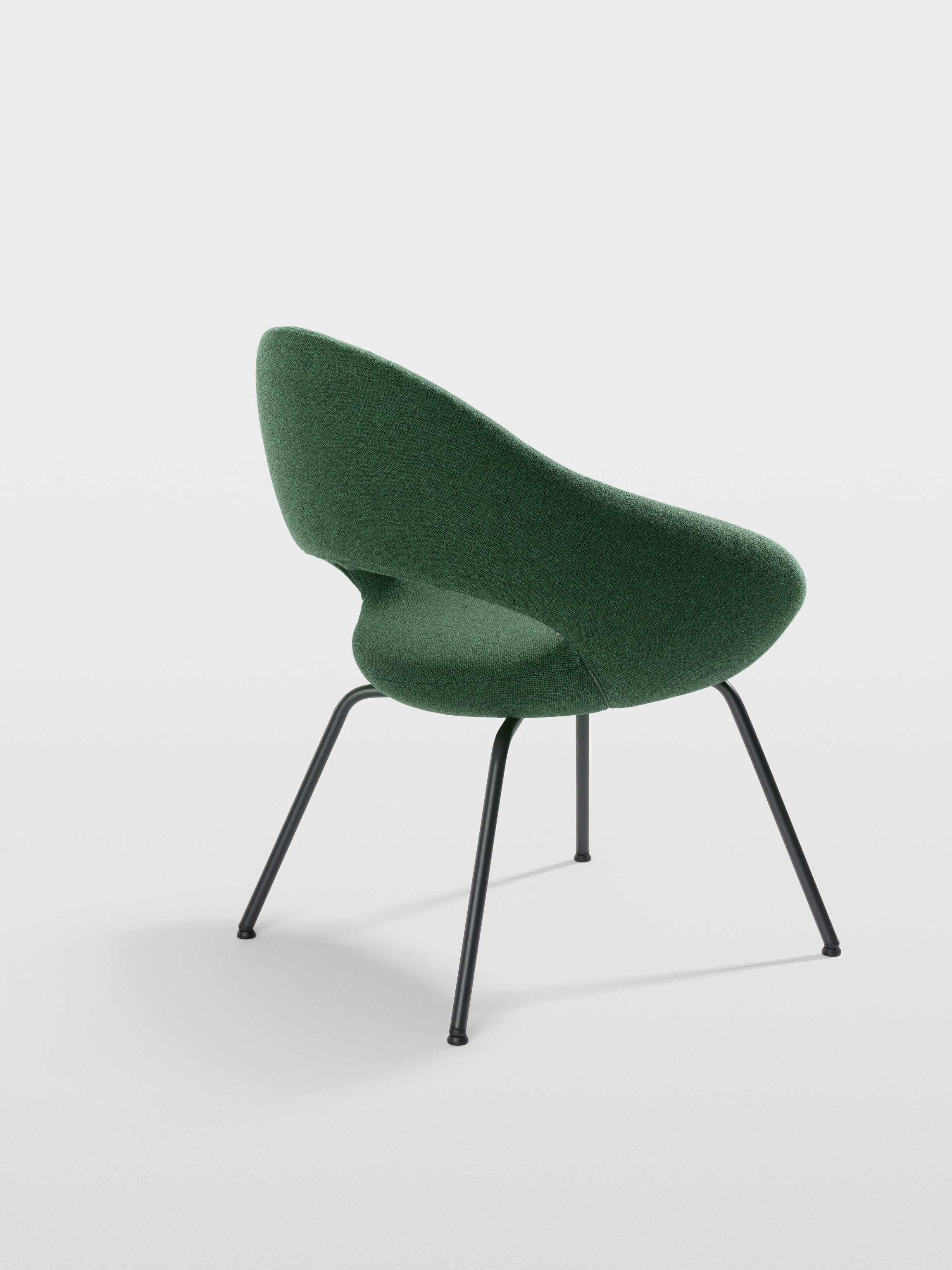
Artifort Shark, design René Holten
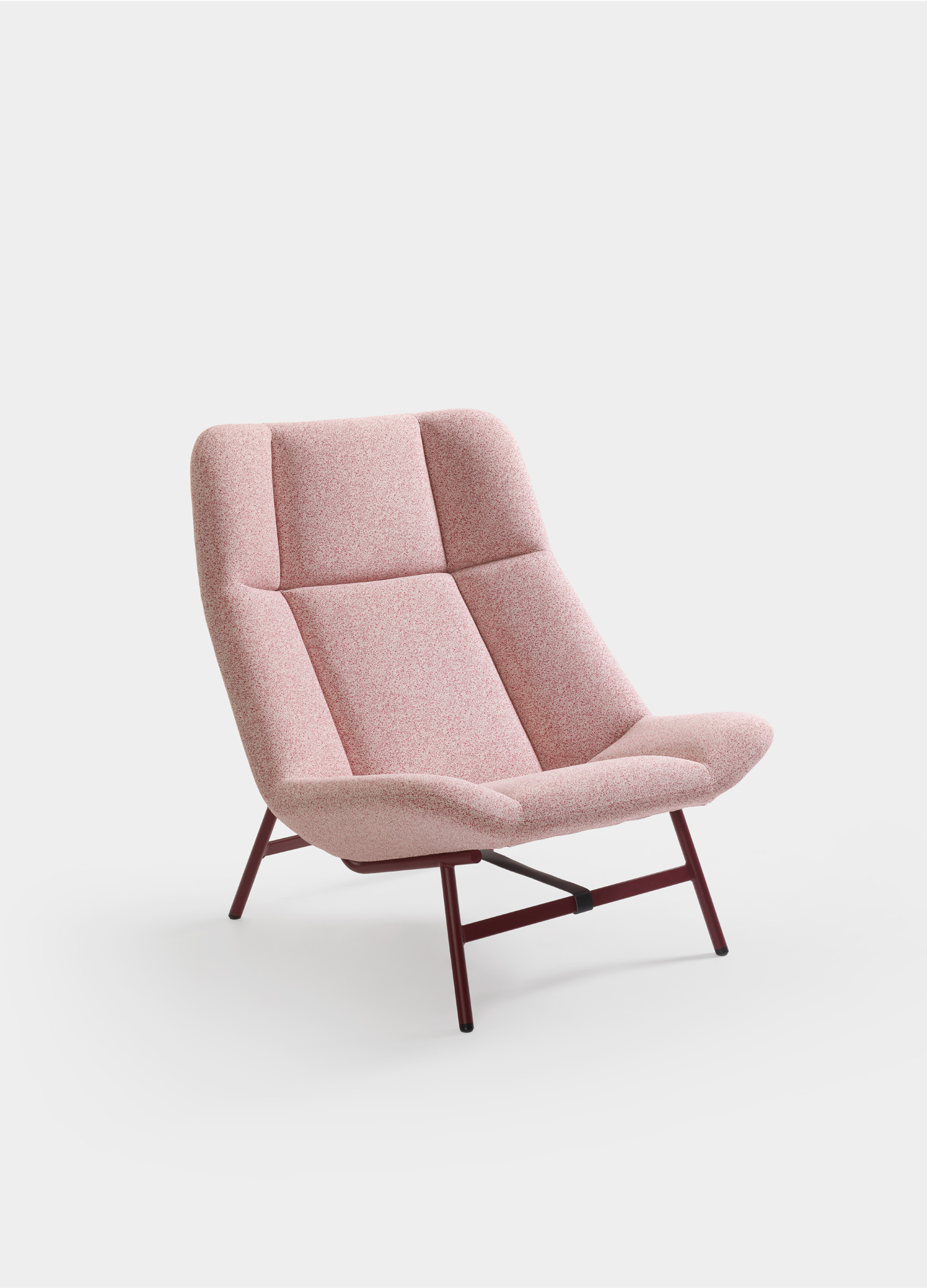
Artifort Soft Facet, design Scholten & Baijings
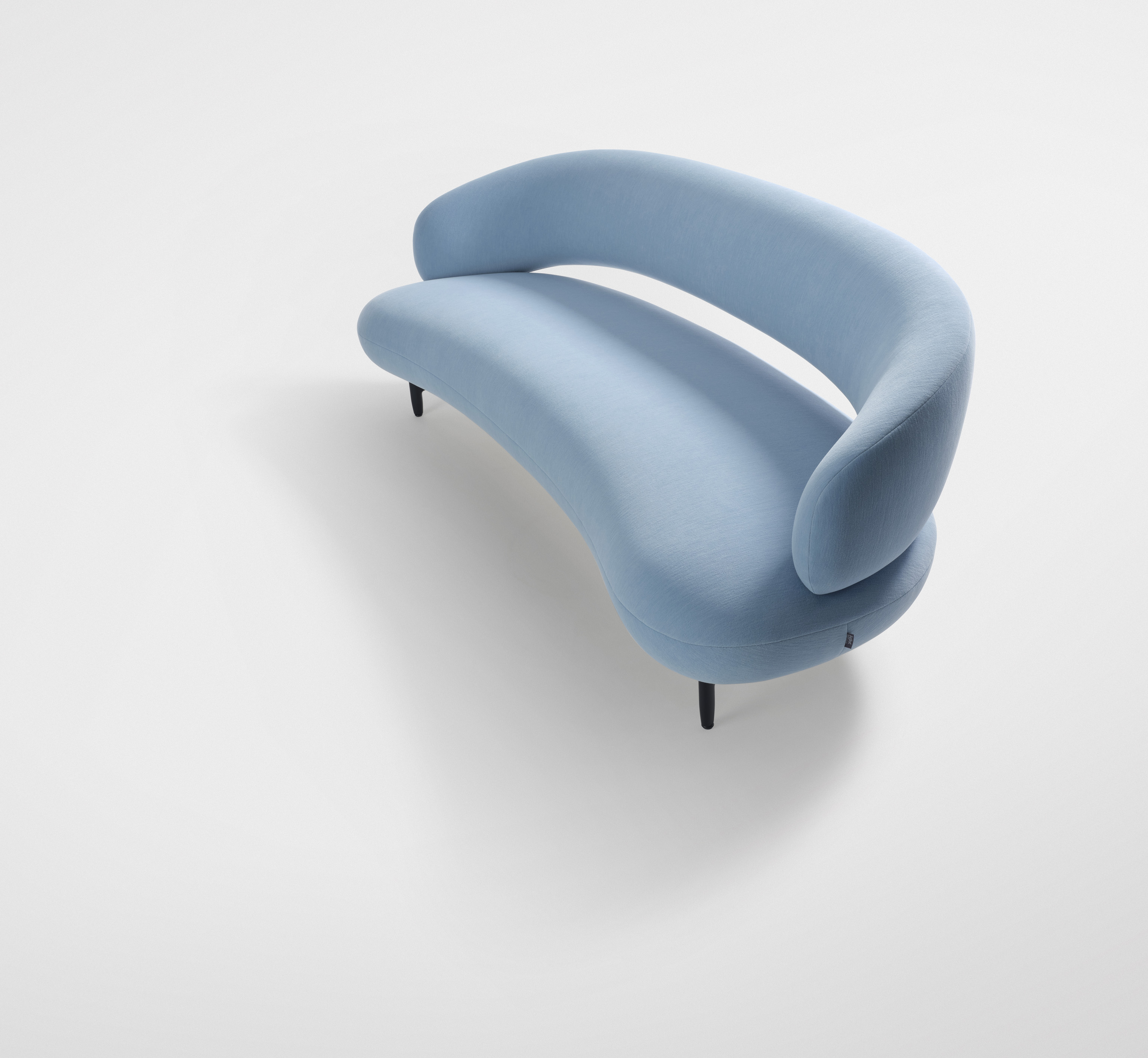
Artifort Muse, design Monica Förster
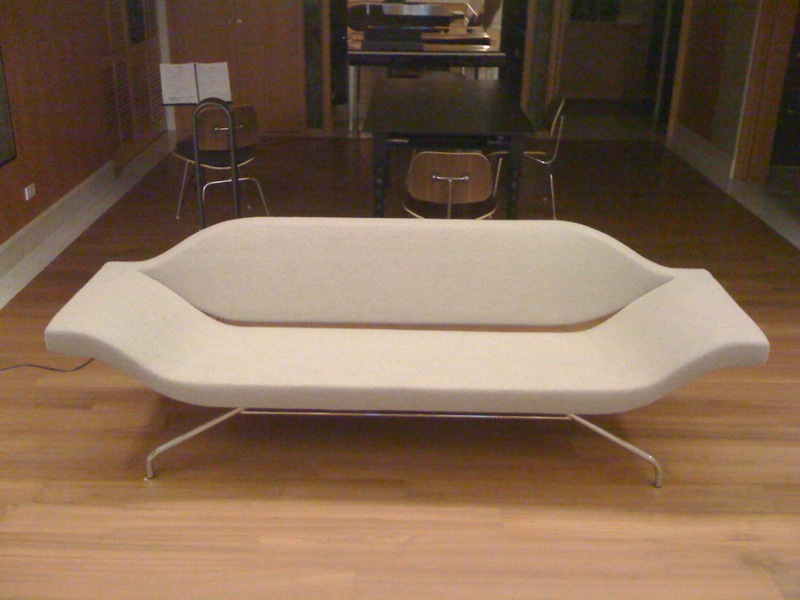
Artifort Ondo, Design Renè Holten
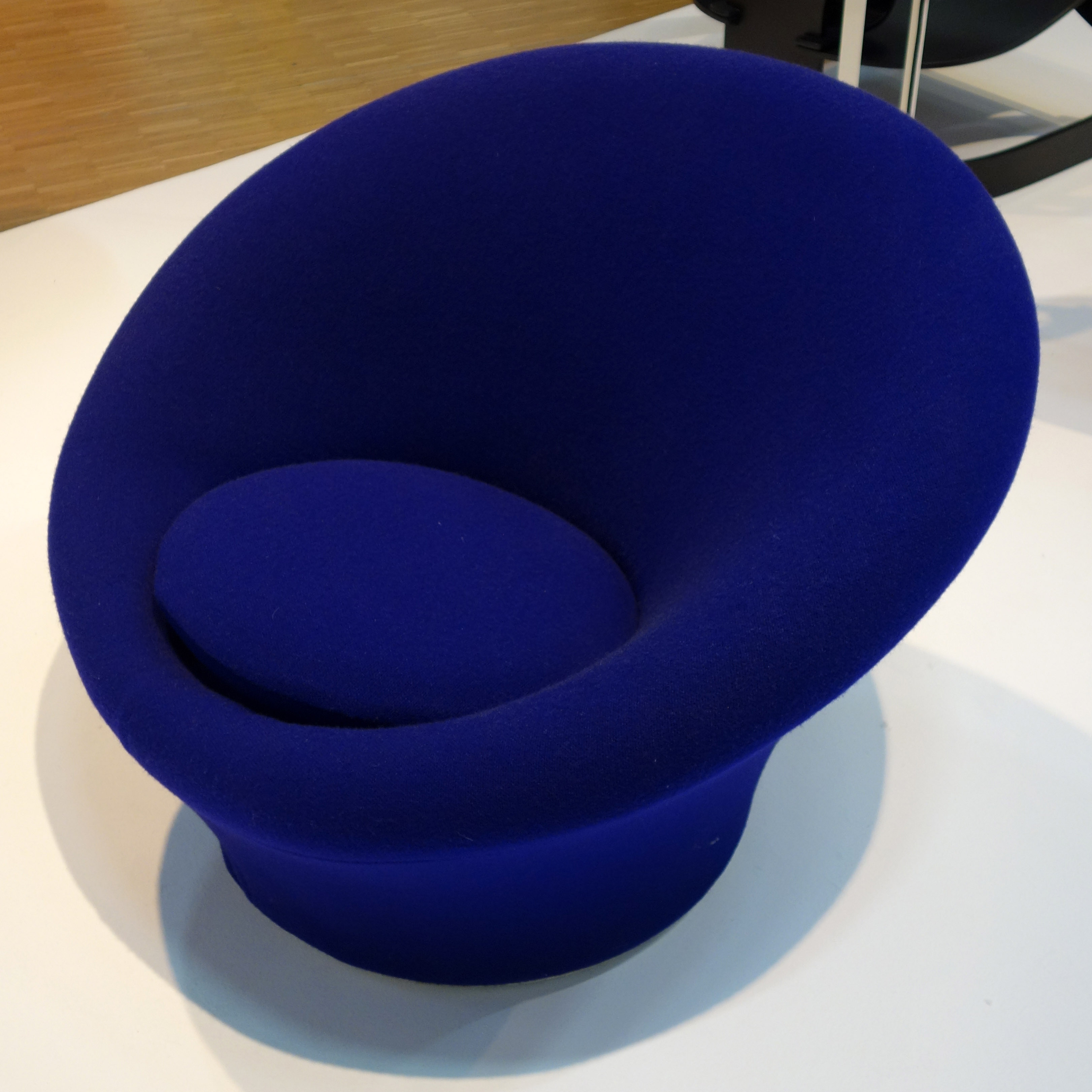
Artifort Big Mushroom, Design Pierre Paulin